# Rockstar Games
A Rockstar Games a Take-Two Interactive egyik játékfejlesztő részlege, annak teljes tulajdonában álló vállalat. Fő székhelye New Yorkban, az Amerikai Egyesült Államokban található. A játékfejlesztő vállalkozást 1998-ban alapító skót csapat (Sam Houser, Terry Donovan, Dan Houser, Jamie King és Gary Foreman) a Grand Theft Auto című játékának köszönhetően vált világhírűvé.

## A cég által fejlesztett játékok
| Név                                  | Megjelenés(ek) éve(i) | Fejlesztő(k) |
| ------------------------------------ | --------------------- | --- |
| Grand Theft Auto-sorozat             | 1997–                 | Rockstar North (főcímek) Rockstar Leeds (Stories és Chinatown Wars) |
| Monster Truck Madness 64             | 1999                  | Edge of Reality |
| Midnight Club-sorozat                | 2000–2008             | Rockstar San Diego Rebellion Developments (A Street Racing GBA-verziója) Rockstar Leeds (A DUB Edition PSP-verziója) Rockstar London (A Los Angeles PSP-verziója)        |
| Smuggler's Run-sorozat               | 2000–2002             | Rockstar San Diego Rebellion Developments (A Smuggler's Run GBA-verziója)                                                                                                |
| Oni                                  | 2001                  | Bungie (PC-változat) Rockstar Toronto (PS2-változat) |
| Max Payne-sorozat                    | 2001–                 | Remedy Entertainment (Max Payne és Max Payne 2: The Fall of Max Payne) Rockstar Studios (Max Payne 3)                                                                    |
| Manhunt-sorozat                      | 2003–2007             | Rockstar North (Manhunt) Rockstar London (A Manhunt 2 PC-s és PS2-es verziója) Rockstar Leeds (A Manhunt 2 PSP-s verziója) Rockstar Toronto (A Manhunt 2 Wii-s verziója) |
| Red Dead-sorozat                     | 2004–                 | Rockstar San Diego |
| The Warriors                         | 2005                  | Rockstar Toronto (PS2-es és Xbox-verzió) Rockstar Leeds (PSP-verzió) |
| Bully                                | 2006                  | Rockstar Vancouver Rockstar New England (Scholarship Edition) |
| Rockstar Games Presents Table Tennis | 2006                  | Rockstar San Diego |
| Beaterator                           | 2009                  | Rockstar Leeds |
| L.A. Noire-sorozat                   | 2011–2017             | Team Bondi |

## Rockstar studiók
| Név                  | Évek (Rockstar részlegként) | Megjegyzés |
| -------------------- | --------------------------- | --- |
| Rockstar Leeds       | 2004–                       | Régebbi neve: Mobius Entertainment. Az angliai Leedsben lévő csapat fejlesztette a Grand Theft Auto: Liberty City Stories és Vice City Stories játékokat PlayStation Portable platformra. |
| Rockstar Lincoln     | 1999–                       | Főhadiszállásuk az angliai Lincoln. Minőségi jótállási központ. Korábbi neve: Tarantula Studios. |
| Rockstar London      | 2005–                       | 2005 novemberében alakult, és a Manhunt 2-n dolgozott, miután a Rockstar Vienna bezárt. |
| Rockstar New England | 2008–                       | Előzőleg Mad Doc Software. Székhelye Andoverben, Massachusettsben van. 2008. április 4-én szerezték meg. Nevükhöz fűződik a Bully Xbox 360 és PC-s portja. |
| Rockstar North       | 1999–                       | Korábban DMA Designként ismert, székhelyük a skóciai Edinburgh. Nevükhöz a híres Grand Theft Auto sorozat és a Manhunt első része fűződik, továbbá felügyelték a Manhunt 2 fejlesztését is. Korábban a PS3-as Agenten dolgoztak, bár már elhagyatottnak tekintik a 2009-ben bejelentett játékot.                                       |
| Rockstar San Diego   | 2003–                       | A korábban Angel Studios néven ismert csapat legismertebb játékai a Red Dead Revolver, a Midtown Madness első két része és a Midnight Club sorozat. Legfrissebb játékuk a Red Dead Redemption, 2010 májusában jelent meg PS3 és Xbox 360 játékkonzolokra. Ők fejlesztették a RAGE (Rockstar Advanced Game Engine) nevű játékmotort is. |
| Rockstar Toronto     | 1999–                       | Régebbi elnevezése: Rockstar Canada. A Take-Two cégen belüli fejlesztőcsapata. A kanadai eladásokkal foglalkozik. A csapat portolta át a Grand Theft Auto: Episodes From Liberty City-t PC-re és PS3-ra. |
| Rockstar Vancouver   | 2002–2012                   | Előzőleg Barking Dog Studiosnak hívták. Nevükhöz fűződik a Bully PS2-es változata. Utolsó játékuk a Max Payne 3 volt. |
| Rockstar Vienna      | 2003–2006                   | A bécsi központban dolgozták ki a Max Payne részeket konzolra, valamint a Manhunt 2 nagy részét, amíg 2006. május 11-én be nem zárt. |

### Stúdiók
- Rockstar Leeds
- Rockstar Lincoln
- Rockstar London
- Rockstar New England
- Rockstar North
- Rockstar San Diego
- Rockstar Toronto
- Rockstar Vancouver